# Giulianova Calcio 2007-2008
Questa pagina raccoglie le informazioni riguardanti il Giulianova Calcio nelle competizioni ufficiali della stagione 2007-2008.

## Rosa
| N. |                           | Ruolo | Calciatore                 |
| -- | ------------------------- | ----- | -------------------------- |
|    | Italia (bandiera)         | D     | Riccardo Bettini           |
|    | Italia (bandiera)         | A     | Alessio Campagnacci        |
|    | Francia (bandiera)        | C     | Yunes Chaib                |
|    | Italia (bandiera)         | P     | Christian Chessari         |
|    | Italia (bandiera)         | C     | Luca Cichella              |
|    | Italia (bandiera)         | D     | Martino Ciminà             |
|    | Italia (bandiera)         | C     | Marco Croce                |
|    | Italia (bandiera)         | C     | Francesco D'Aniello        |
|    | Italia (bandiera)         | A     | Daniele De Maria           |
|    | Italia (bandiera)         | C     | Piergiorgio Di Bonaventura |
|    | Italia (bandiera)         | A     | Davide Favaro              |
|    | Italia (bandiera)         | D     | Mirko Garaffoni            |
|    | Italia (bandiera)         | A     | Giuseppe Genchi            |
|    | Italia (bandiera)         | C     | Luca Gerbino Polo          |
|    | Costa d'Avorio (bandiera) |       | Goua Bi Botti              |
|    | Venezuela (bandiera)      | A     | Armando Simeon Iachini     |
|    | Italia (bandiera)         | D     | Cristian Lauteri           |

| N. |                   | Ruolo | Calciatore          |
| -- | ----------------- | ----- | ------------------- |
|    | Italia (bandiera) | A     | Gianluca Macrì      |
|    | Italia (bandiera) | P     | Paolo Mancini       |
|    | Italia (bandiera) | C     | Fabio Mazzeo        |
|    | Italia (bandiera) | A     | Federico Melchiorri |
|    | Italia (bandiera) | P     | Umberto Migliaccio  |
|    | Italia (bandiera) | D     | Marco Ogliari       |
|    | Italia (bandiera) | A     | Luca Paponetti      |
|    | Italia (bandiera) | D     | Simone Piva         |
|    | Italia (bandiera) | C     | Mauro Pucello       |
|    | Italia (bandiera) | A     | Roberto Puddu       |
|    | Italia (bandiera) | A     | Cristian Ranalli    |
|    | Italia (bandiera) | C     | Christian Scarlato  |
|    | Italia (bandiera) | D     | Mauro Sosi          |
|    | Italia (bandiera) | D     | Luigi Stillo        |
|    | Italia (bandiera) | C     | Alessandro Tatomir  |
|    | Italia (bandiera) | D     | Danilo Testoni      |
|    | Italia (bandiera) | A     | Ivan Vellucci       |

## Risultati

### Campionato

#### Girone di andata
| 26 agosto 2007 1ª giornata | Viareggio | 3 – 1 | Giulianova |  |

| 2 settembre 2007 2ª giornata | Giulianova | 0 – 0 | Bellaria Igea Marina |  |

| 9 settembre 2007 3ª giornata | Castelnuovo | 4 – 0 | Giulianova |  |

| 16 settembre 2007 4ª giornata | Giulianova | 0 – 0 | Viterbese |  |

| 23 settembre 2007 5ª giornata | Poggibonsi | 1 – 3 | Giulianova |  |

| 30 settembre 2007 6ª giornata | Giulianova | 1 – 1 | Rovigo |  |

| 7 ottobre 2007 7ª giornata | Carrarese | 1 – 0 | Giulianova |  |

| 14 ottobre 2007 8ª giornata | Giulianova | 0 – 1 | Teramo |  |

| 21 ottobre 2007 9ª giornata | Portogruaro-Summaga | 2 – 1 | Giulianova |  |

| 28 ottobre 2007 10ª giornata | Giulianova | 0 – 1 | Gubbio |  |

| 1 novembre 2007 11ª giornata | San Marino | 2 – 0 | Giulianova |  |

| 4 novembre 2007 12ª giornata | Giulianova | 0 – 0 | Bassano Virtus |  |

| 11 novembre 2007 13ª giornata | SPAL | 1 – 1 | Giulianova |  |

| 18 novembre 2007 14ª giornata | CuoioCappiano | 0 – 0 | Giulianova |  |

| 25 novembre 2007 15ª giornata | Giulianova | 1 – 1 | Reggiana |  |

| 2 dicembre 2007 16ª giornata | Prato | 0 – 0 | Giulianova |  |

| 9 dicembre 2007 17ª giornata | Giulianova | 2 – 0 | Sansovino |  |

#### Girone di ritorno
| 3 febbraio 2008 18ª giornata | Giulianova | 1 – 0 | Viareggio |  |

| 23 dicembre 2007 19ª giornata | Bellaria Igea Marina | 2 – 0 | Giulianova |  |

| 13 gennaio 2008 20ª giornata | Giulianova | 1 – 1 | Castelnuovo |  |

| 20 gennaio 2008 21ª giornata | Viterbese | 1 – 1 | Giulianova |  |

| 27 gennaio 2008 22ª giornata | Giulianova | 0 – 0 | Poggibonsi |  |

| 10 febbraio 2008 23ª giornata | Rovigo | 0 – 0 | Giulianova |  |

| 17 febbraio 2008 24ª giornata | Giulianova | 2 – 0 | Carrarese |  |

| 24 febbraio 2008 25ª giornata | Teramo | 0 – 0 | Giulianova |  |

| 2 marzo 2008 26ª giornata | Giulianova | 1 – 0 | Portogruaro-Summaga |  |

| 9 marzo 2008 27ª giornata | Gubbio | 0 – 2 | Giulianova |  |

| 16 marzo 2008 28ª giornata | Giulianova | 1 – 1 | San Marino |  |

| 22 marzo 2008 29ª giornata | Bassano Virtus | 2 – 1 | Giulianova |  |

| 6 aprile 2008 30ª giornata | Giulianova | 0 – 0 | SPAL |  |

| 13 aprile 2008 31ª giornata | Giulianova | 2 – 1 | CuoioCappiano |  |

| 20 aprile 2008 32ª giornata | Reggiana | 3 – 0 | Giulianova |  |

| 27 aprile 2008 33ª giornata | Giulianova | 4 – 2 | Prato |  |

| 4 maggio 2008 34ª giornata | Sansovino | 0 – 2 | Giulianova |  |

### Coppa Italia Serie C

#### Fase eliminatoria a gironi
| 19 agosto 2007 1ª giornata - Girone N | Giulianova | 0 – 0 | Pescara |  |

| 22 agosto 2007 2ª giornata - Girone N | Teramo | 1 – 0 | Giulianova |  |

| 29 agosto 2007 3ª giornata - Girone N | Sangiustese | 3 – 0 | Giulianova |  |

| 5 settembre 2007 4ª giornata - Girone N | Giulianova | 0 – 4 | Sambenedettese |  |